# Johannes Gulde
Johannes Gulde est un entomologiste hétéroptériste et botaniste allemand né en 1872 et mort en 1929. 

## Biographie
Johannes Gulde est né le 26 août 1872 et mort le 4 mars 1929. Dès son enfance, il est fasciné par la nature et fréquente tôt le Musée Senckenberg pour nourrir cet intérêt. Il est orienté par des chercheurs du Musée vers le groupe peu étudié des punaises. Dans ses études, il obtient le grade de docteur. 
Il travaille à Francfort-sur-le-Main comme enseignant d'école secondaire et comme naturaliste.

## Travaux scientifiques
Johannes Gulde a travaillé en entomologie, qui l'a amenée à la botanique également. Il a surtout travaillé sur les es hétéroptères (punaises). Il s'est particulièrement intéressé à la biologie de ces groupes d'insectes. Sa première publication, sa thèse de doctorat, portait sur "la construction et la fonction de la glande olfactive des Hémiptères" (Bau und Funktion der Duftdrüse der Hemipteren). 
Ses travaux ont surtout porté sur la compréhension du développement des punaises, leur phénologie, et à déterminer les plantes hôtes des différentes espèces, en travaillant beaucoup sur le terrain dans la région de Francfort. En hiver, il se consacre à la systématique des hémiptères paléarctiques. Lors de ses vacances, il part dans le sud de l'Europe ou le nord de l'Afrique collecter des insectes.  
Il a par exemple collecté dans les Aurès (Algérie) ce qui deviendra l'holotype d'une nouvelle espèce de coléoptère Cerambycidae, décrite par Alfred Chobaut (1860–1926) sous le nom de Tetropiopsis guldei, qui a été synomymisée ultérieurement avec Tetropiopsis numidica (nl) Chobaut, 1899. 
Gulde a décrit la tribu des Stygnocorini au sein des Rhyparochrominae (Hétéroptères), dans un ouvrage publié de manière posthume en 1936. En effet, son œuvre maîtresse sur Les Punaises d'Europe centrale (Die Wanzen Mitteleuropas) est restée inachevée à sa mort. Les sections terminées ont été publiées de manière posthume par ses contemporains, surtout Karl H. C. Jordan  (1888-1972).                                                   
Il a légué sa bibliothèque et sa collection d'Hémiptères, préparée avec soin, à la Société pour la recherche naturelle Senckenberg (Musée Senckenberg à Frankfort a. M.. 
P. Sack a rédigé sa nécrologie dans l'Entomologische Zeitschrift en septembre 1929.

## Publications
- Gulde, J. (1902). Die Dorsalrüsen der larven der Hemiptera-Heteroptera: ein Beitrag zur Kenntnis derselben. Bericht der Senckenbergische Naturforschende Gesellschaft, 1902, 85-136, pdf.
- Gulde, J. (1921). Die Wanzen (Hemiptera Heteroptera) der Umgebung von Frankfurt a. M. und des Mainzer Beckens. Verhandl. der Senckenberg. Naturforschende Gesellschaft. Frankfort a. M., 37(4): 327-503 lire en ligne.

Les publications posthumes des Punaises d'Europe centrale (Die Wanzen Mitteleuropas) se sont succédé entre 1933 et 1941 au fur et à mesure de la préparation des sections par K.H.C. Jordan-Bautzen :
- Gulde, J. (1933-1941). Die Wanzen Mitteleuropas. Hemiptera Heteroptera Mitteleuropas. Verl. des Internationalen Entomologischen Vereins, Frankfurt am Main.
  - (1933) Partie 2: 1. Plataspididae, 2. Scutelleridae, 3. Cydnidae, 76 p.[6],[7];
  - (1934) (avec Jordan, K. H. C.) Partie 1: Literaturteil, 34 p. [8];
  - (1934) Partie 3: 4. Pentatomidae. pp. 76-194[9];
  - (1935) Partie 4: 5. Coreidae. 6. Pyrrhocoridae. 8. Berytidae. pp. 197-316[10];
  - (1935) (avec Jordan, K. H. C.) Partie 12: 24. Hydrometridae. 25. Gerridae. 26. Veliidae. 27. Mesoveliidae. 28. Aepophilidae. 29. Hebridae. 30. Naucoridae. 31. Nepidae. 32. Notonectidae. 33. Corixidae. 105 p.[11];
  - (1936) Partie 5, 1: 7. Lygaeidae, 104 p.[12];
  - (1937) Partie 5, 2: 7. Lygaeidae, pp. 107-222[13];
  - (1938) Partie 6. 9. Piesmidae. 10. Tingitidae. 11. Aradidae pp. 225-377[14];
  - (1940) Partie 7. 12. Dysodiidae. 13. Phygmatidae. 14. Reduviidae. 15. Nabidae, 116 p.[15];
  - (1941) Partie 8. 16. Cimicidae. 17. Isometopidae. 18. Anthocoridae. 19. Microphysidae. 20. Cryptostemmatidae. pp. 119-265[16];
  - (1941) Partie 9. 21. Miridae (Capsidae auct.), pp. 119-265[17].

## Taxons dédiés
Quelques taxons ont été dédiés à Johannes Gulde en son hommage. Selon BioLib (1er janvier 2022): 
- Rhabdoscytus guldei (ceb) Horváth, 1923 (Miridae, Mirini);
- Tetropiopsis guldei Chobaut, 1905, synonyme deTetropiopsis numidica (nl) Chobaut, 1899 (Cerambycidae).